# Alfredo Reinado
Alfredo Alves Reinado (ur. 1967, zm. 11 lutego 2008) – timorski wojskowy, major, były szef policji, przywódca wschodniotimorskich rebeliantów, lider puczu wojskowego z 11 lutego 2008 r.
W marcu 2006 r. doszło do buntu żołnierzy, żądających zwiększenia wynagrodzeń. W buncie wzięło udział ok. 600 żołnierzy (armia Timorska liczyła wtedy 1400 żołnierzy). Poza wzrostem płac, uczestnicy sprzeciwiali się korupcji i nepotyzmowi kadr oficerskich. Na czele wystąpień stanął wtedy Alfredo Reinado. Kryzys zakończył się dyscyplinarnym zwolnieniem 594 żołnierzy. Kolejne wystąpienia miały miejsca na przełomie kwietnia i maja, a w ich wyniku zginęło, jak się szacuje, 37 osób, ponad 150 tysięcy musiało opuścić domy, a w kraju musiały interweniować wojska z Australii, Nowej Zelandii, Portugalii i Malezji. 16 czerwca 2006 r. ludzie Reinado złożyli broń i amunicję, jednocześnie żądając ustąpienia dotychczasowego premiera Mariego Alkatiriego (podał się do dymisji 26 czerwca). Krok ten spowodowany był apelem ówczesnego prezydenta Xanana Gusmão. Major Reinado zapowiedział wtedy pełną współpracę z siłami pokojowymi oraz ONZ w celu wyjaśnienia przyczyn zaistniałego konfliktu. W październiku spotkał się z emerytowanym ordynariuszem Dili, laureatem pokojowej nagrody Nobla biskupem Carlosem Ximenesem Belo oraz byłym premierem Marí Alkatirim. 
W marcu 2007 r. na ulice Dili wyszło kilka tysięcy zwolenników Reinado, sprzeciwiających się próbom aresztowania go przez australijskie siły stabilizacyjne oraz żądających wycofania nakazu aresztowania przez prezydenta Xanana Gusmão.
Był liderem nieudanego puczu z 11 lutego 2008 r. W godzinach porannych, ok. 6 rano czasu miejscowego, wraz z towarzyszami, którzy przyjechali dwoma samochodami, ostrzelał dom byłego przyjaciela, laureata pokojowej nagrody Nobla, prezydenta José Ramosa-Horty na przedmieściach Dili. Prezydent został ranny w  brzuch i klatkę piersiową. Reinado zginął w wyniku wymiany ognia z ochroniarzami Ramosa-Horty, poza nim zginął jeden z jego ludzi i jeden z członków ochrony prezydenta. O śmierci Reinado poinformował szef MSZ Timoru Wschodniego – Zacarias da Costa. Tego samego dnia  ostrzelano konwój samochodowy, w którym jechał premier kraju, Xanana Gusmão. 
Jego żona pracowała w ambasadzie USA w Timorze Wschodnim, gdzie nadzorowała działanie Korpusu Pokoju. 